# まちなか周遊バス

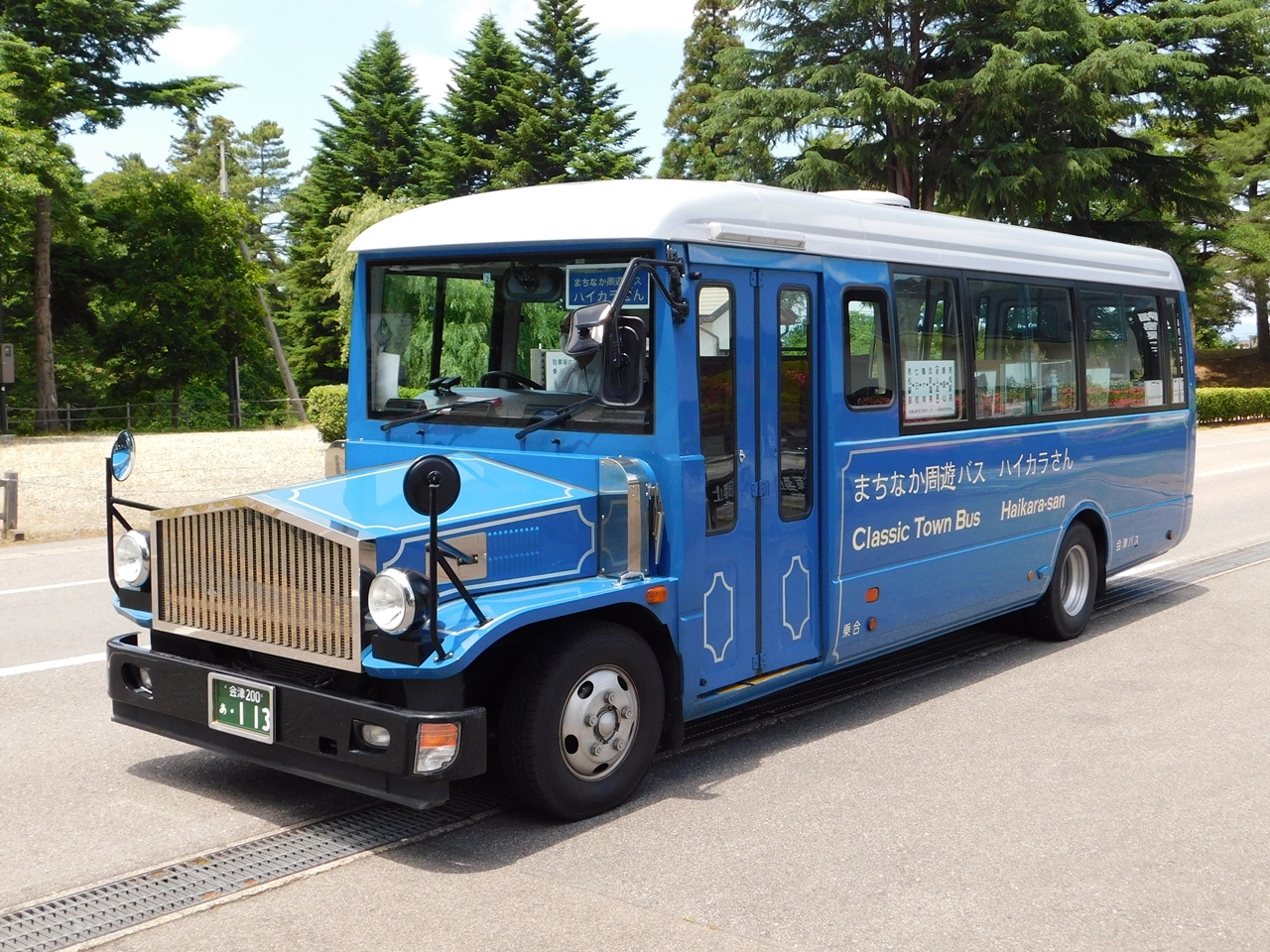
まちなか周遊バス「ハイカラさん」（2代目ボンネットバス）

まちなか周遊バス（まちなかしゅうゆうバス）は、福島県会津若松市を走るコミュニティバスである。愛称は「ハイカラさん」と「あかべぇ」である。実施主体はまちなか周遊バス運行事業実行委員会、運行は会津乗合自動車若松営業所が担当している。

## 概要

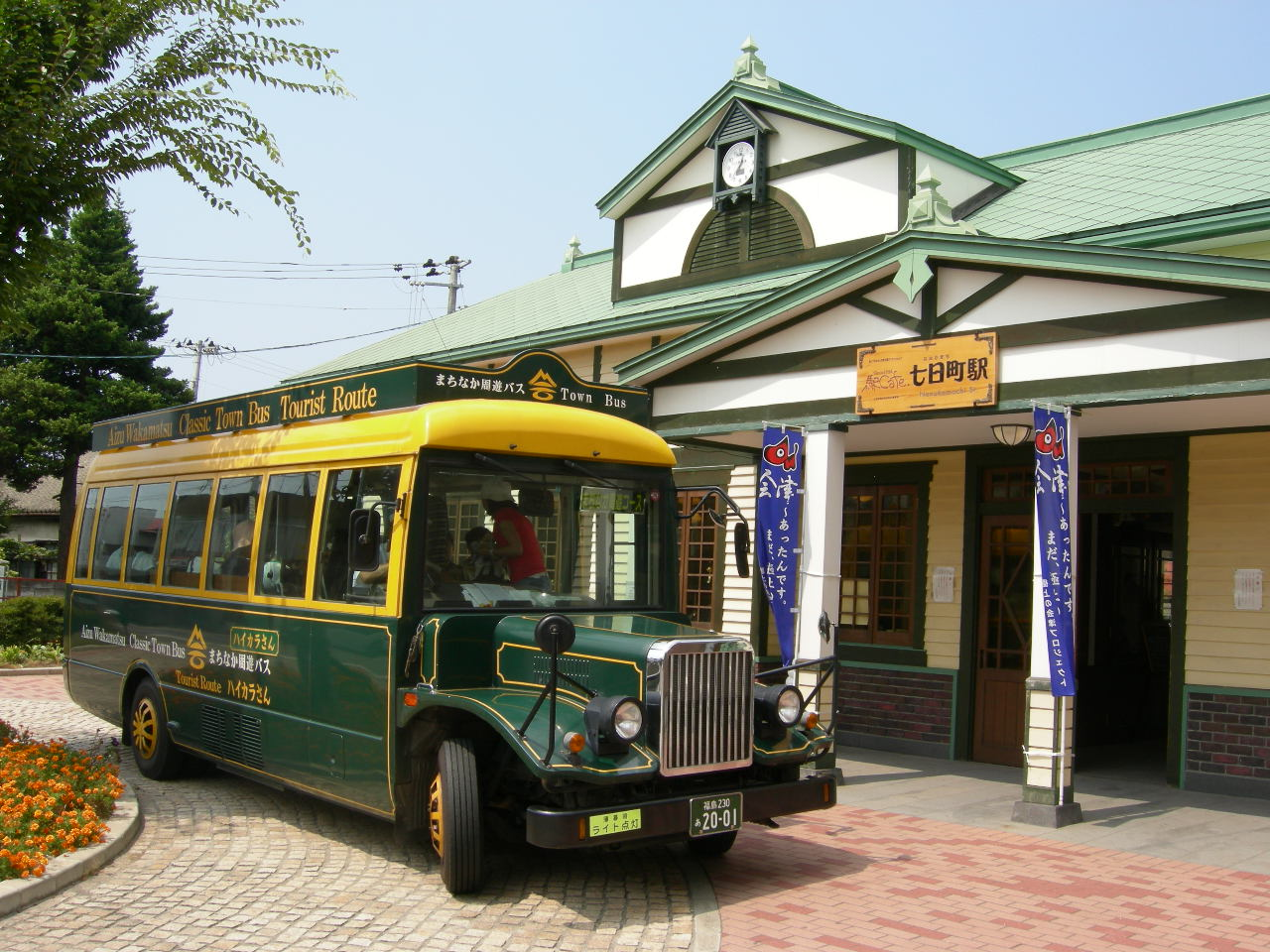
七日町駅とまちなか周遊バス「ハイカラさん」

会津若松市は、市内に幕末期のスポットなど観光施設を多く抱えるものの、観光客の多くは自家用車によるものであり、城下町で道路が狭く一方通行などが目立つ市内中心部においては道路渋滞が深刻さを増していた。このような問題を解決することと、市内に散らばる観光資源の周知や掘り起こしをする必要性に迫られた。また、1999年4月からJR磐越西線で「SLばんえつ物語号」が運行され始め、SLから市内観光への交通手段の設定も必要となった。
このため、会津若松市を中心に商工会議所や観光協会、JR東日本などにより組織された実行委員会を立ち上げた上で、レトロ調のボンネットバスによるまちなか周遊バス「ハイカラさん」の設定を行った。なお、これらは国土交通省の「公共交通活性化総合プログラムTDM等実証実験補助制度」を活用して2001年10月から2003年9月まで行われた。この実験は大きな効果が認められたため、その後も継続して運行が行われることとなった。
設定当初は1時間に1本の運行であり、車両も1台を充当していた。しかし、利用客及び収入ともに設定次年度に大幅な伸びが見られたため、車両の増車や双方向運行などが検討された。その結果、1時間毎の双方向運転が行われたこともあるが、その後は双方向運転を中止し、七日町先回りのみの30分毎の運行に改められた。
なお、鶴ヶ城のライトアップが行われる場合や、夜間に鶴ヶ城周辺でイベントが行われる場合に夜間運行が行われることがある。
2007年8月より、「ハイカラさん」の逆回りコースを走る「あかべぇ」が運行を開始した。かつては冬期に運休していたが、現在は通年運行である。
同様に観光を目的とした交通機関としては、石川県金沢市の城下まち金沢周遊バスなどがある。

## 歴史
- 2001年（平成13年）7月1日 - 実証運行を開始。
- 2002年（平成14年）
  - 4月1日 - 運行回数を増便。
  - 7月28日 - 七日町駅への乗り入れを開始（新設、七日町駅、大和町）。
- 2003年（平成15年）7月 - 双方向運行を開始。
- 2005年（平成17年）4月1日 - 双方向運転を中止し、運転間隔を短縮。
- 2007年（平成19年）8月1日 - 「あかべぇ」を「ハイカラさん」の逆回り路線として運行開始。専用車両として関東バス（はなバス）からの移籍車・クセニッツ CITY-IIIを使用。
- 2010年（平成22年）7月23日 - 「あかべぇ」専用車両を更新（2代目車両は日野・リエッセ）。
- 2011年（平成23年）10月1日 - 会津若松市内のバス路線統合に伴い、あかべぇの運転間隔を短縮、一部の便が東山温泉を通るルートとなる。また、通勤・通学対応ルートの運行が開始される[5]。
- 2018年（平成30年）3月31日 - 「ハイカラさん」の車両老朽化により、新たに三菱ふそう・ローザをボンネットバス化改造し導入、運行開始[6][7]。
- 2023年（令和5年）10月27日 - 「あかべぇ」専用車両を電気バス車両（2台）に更新[8][9]。

## 運賃・乗車券類
- 1回乗車：大人210円・小人110円
- 専用1日フリー乗車券：大人600円・小人300円（ハイカラさん・あかべぇのみ乗降自由。他の路線は使用不可）
- あいづ1dayパス：大人700円・小人350円（会津バスの路線で適用範囲内であれば乗降自由。まちなか周遊バスを含む）
- 会津ぐるっとカード：大人2,720円、小人1,360円（利用エリア内のJR線、会津鉄道、「まちなか周遊バス」を含む会津バス、磐梯東都バスが2日間乗降自由）
- まちなか周遊バス １日フリー乗車券：大人 600 円・小人 300 円 （会津若松市内の観光地めぐりに便利な、【まちなか周遊バス１日フリー乗車券】はRYDE株式会社のデジタル乗車券アプリ「RYDE PASS」にて、2024/02/26~より販売している。）

その他、「まちなか周遊バス」フリー乗車券と観光施設入場券（鶴ヶ城、麟閣、御薬園、白虎隊記念館、会津武家屋敷、野口英世記念館など）をセットにしたチケットが発売されている。各種フリー乗車券は車内では発売していないため、予めバス案内所や発売場所で事前購入が必要である。また各種フリー乗車券を指定の観光施設に提示すればその施設の割引を受けることができる。

## 現行路線

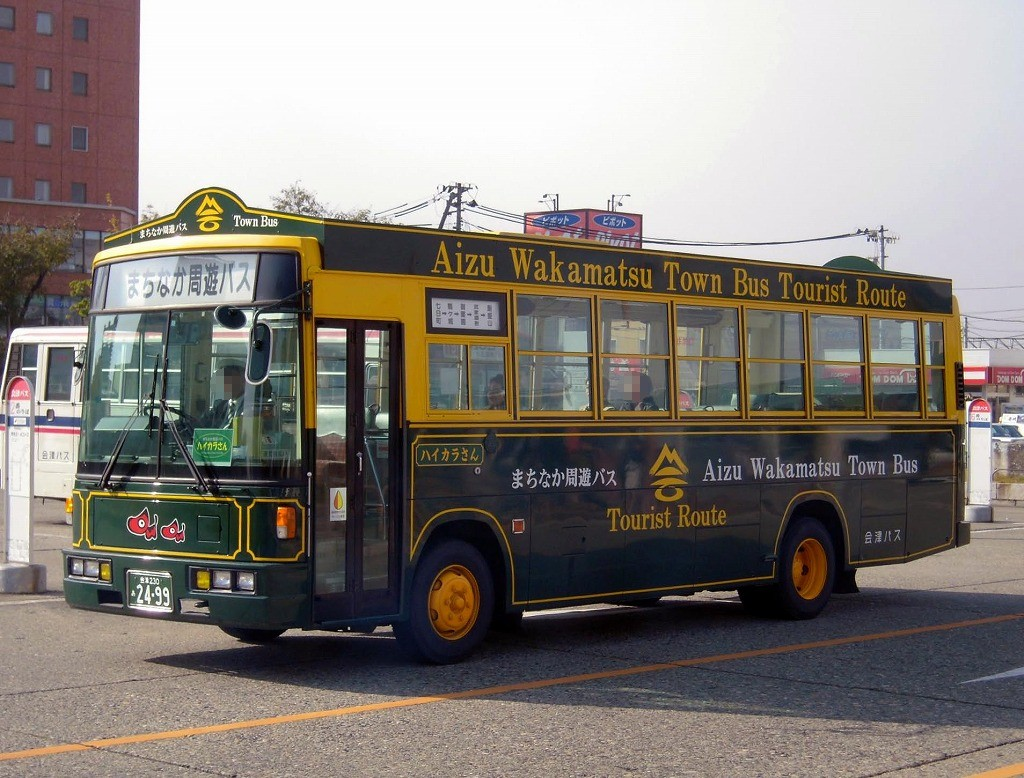
「ハイカラさん」の続行便に使用されるレトロ調専用色の車両

JR会津若松駅を基点に、市内の観光スポットや、一般市民の交通の足として市役所などの公共施設にも立ち寄る循環路線（1周50分～55分）である。観光シーズンピーク期には続行便が増発され、ハイカラさんと2台並んで運転される。続行便に使用される車両はレトロ調の専用塗色の車両が用意されているが、一般路線バス色の車両が使用される場合もある。

### 「ハイカラさん」(七日町・鶴ヶ城先回り)
- 若松駅→町方伝承館→七日町白木屋→七日町駅→野口英世青春館→会津若松市役所→鶴ヶ城北口→小田垣→御薬園→会津武家屋敷→（東山温泉駅→会津武家屋敷→）飯盛山下→若松駅
  - 1日20便運行（若松駅発8:00～17:30の間30分間隔で運行）。
  - 東山温泉は若松駅発10:30～12:30の便は経由しない。
- 通勤・通学対応ルート: 若松駅→神明通り→鶴ヶ城北口→小田垣局前→御薬園→会津武家屋敷→東山温泉駅→会津武家屋敷→飯盛山下→若松駅
  - 1日2便運行（若松駅発18:00・19:00、後者は土日祝日運休）。

### 「あかべぇ」(飯盛山・会津武家屋敷先回り)

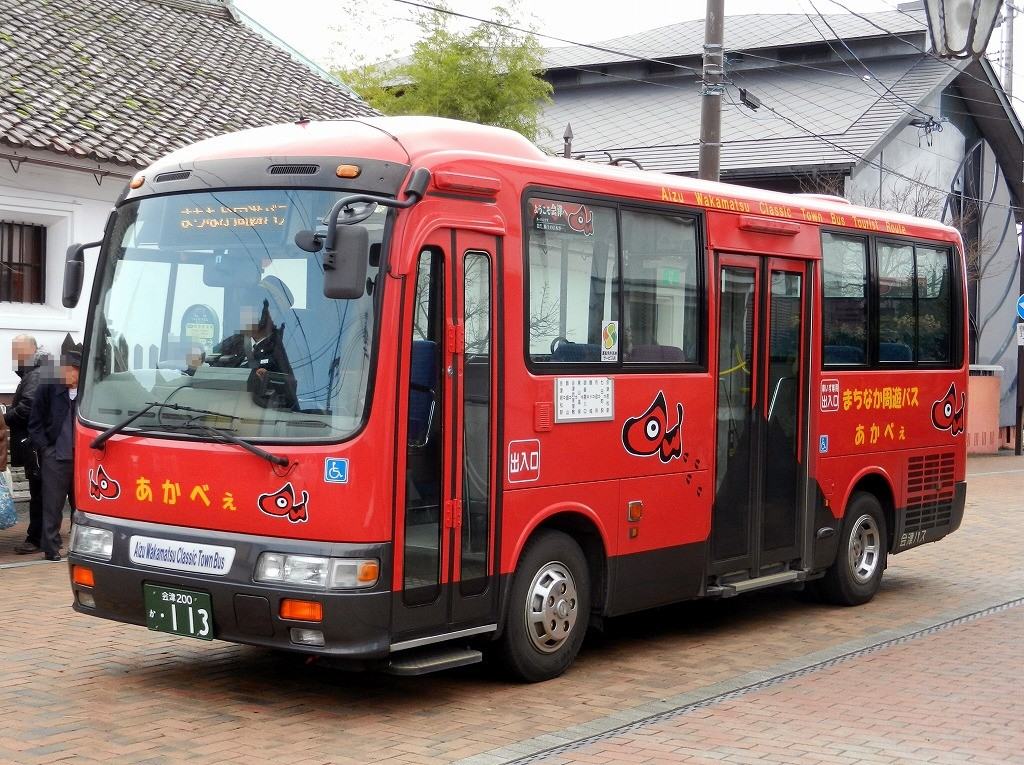
まちなか周遊バス「あかべぇ」

- 若松駅→飯盛山下→会津武家屋敷→（東山温泉駅→会津武家屋敷→）御薬園→小田垣→鶴ヶ城北口→会津若松市役所→七日町駅→七日町白木屋→大町中央公園→若松駅
  - 1日15便運行（若松駅発9:15～16:15の間30分間隔で運行）。
  - 東山温泉は若松駅発毎時15分の便が経由する。また、会津若松市役所 - 若松駅間の経路は「ハイカラさん」と一部異なる。
- 通勤・通学対応ルート: 若松駅→飯盛山下→会津武家屋敷→東山温泉駅→会津武家屋敷→御薬園→小田垣局前→鶴ヶ城北口→神明通り→若松駅
  - 1日3便運行 （若松駅発6:45・7:30・8:45）。土日祝日は7:30発のみ運行。

## 車両

### 「ハイカラさん」の車両

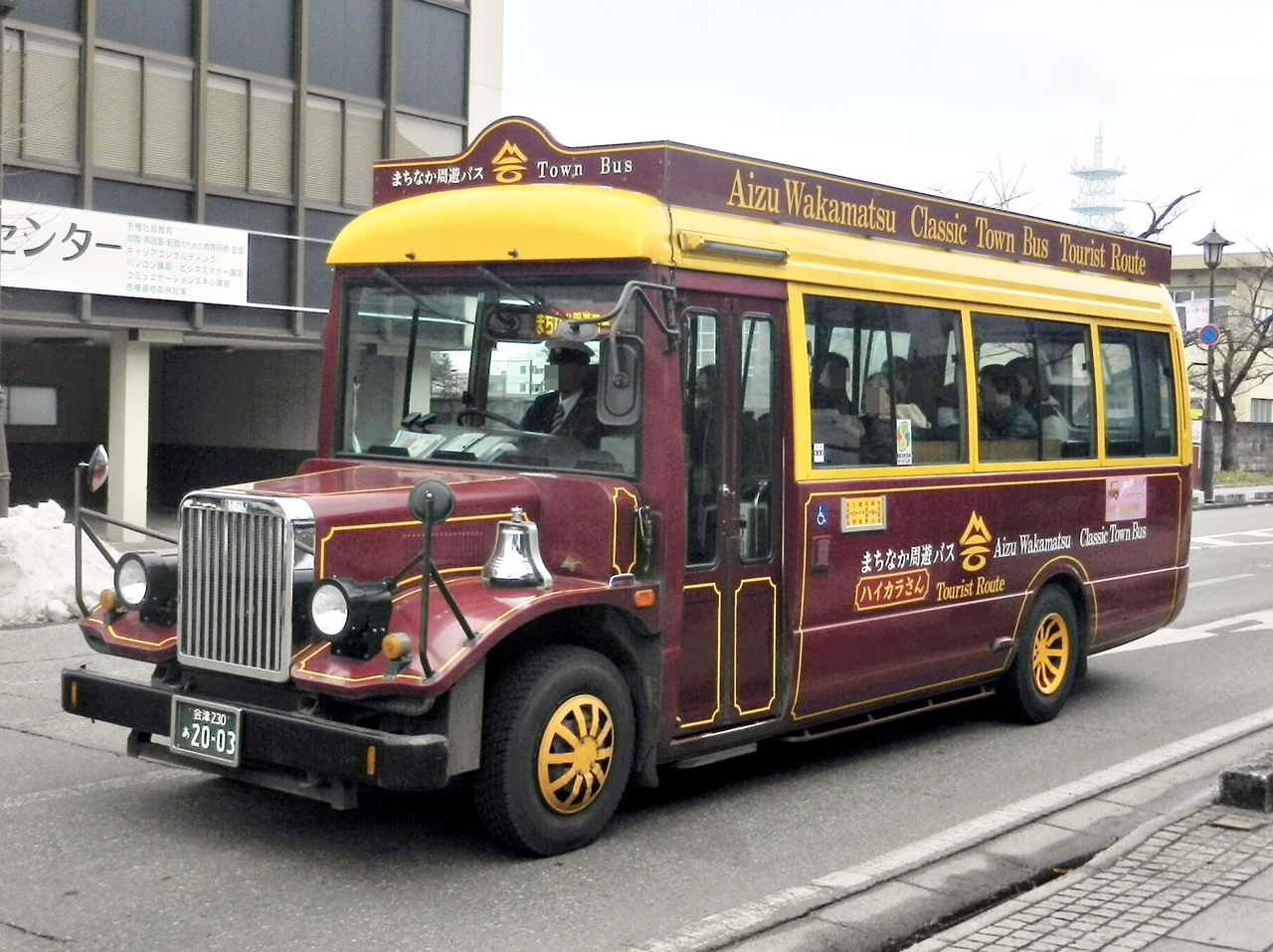
「ハイカラさん」の車両
2018年に運行を終了した初代ボンネットバス

補助ステップ、車いすリフト機能を備える三菱ふそう・ローザをベースとしたレトロ調のボンネットバスである。この専用車は2台のみのため、増発用車両はレトロ調の装飾を施した一般の路線バスとなる。
2018年には、初代ボンネットバスの老朽化に伴い、ロイヤルブルーとワインレッドの新車両を各1台導入。ボンネットタイプは同じで、座席数はこれまでの12席から18席に増えた。運賃箱には会津の郷土玩具「起き上がり小法師」をあしらい、降車ボタンにも「赤べこ」をデザインした。シートには不燃処置を施した会津木綿を使い「会津らしさ」をより強く感じられるようになった。会津若松駅を発車後の車内放送時には、会津若松駅の発車メロディに使用されている「AIZUその名の情熱」の原曲が流れる。新車両2台の導入により、初代ボンネットバス2台は運行終了した。

### 「あかべぇ」の車両

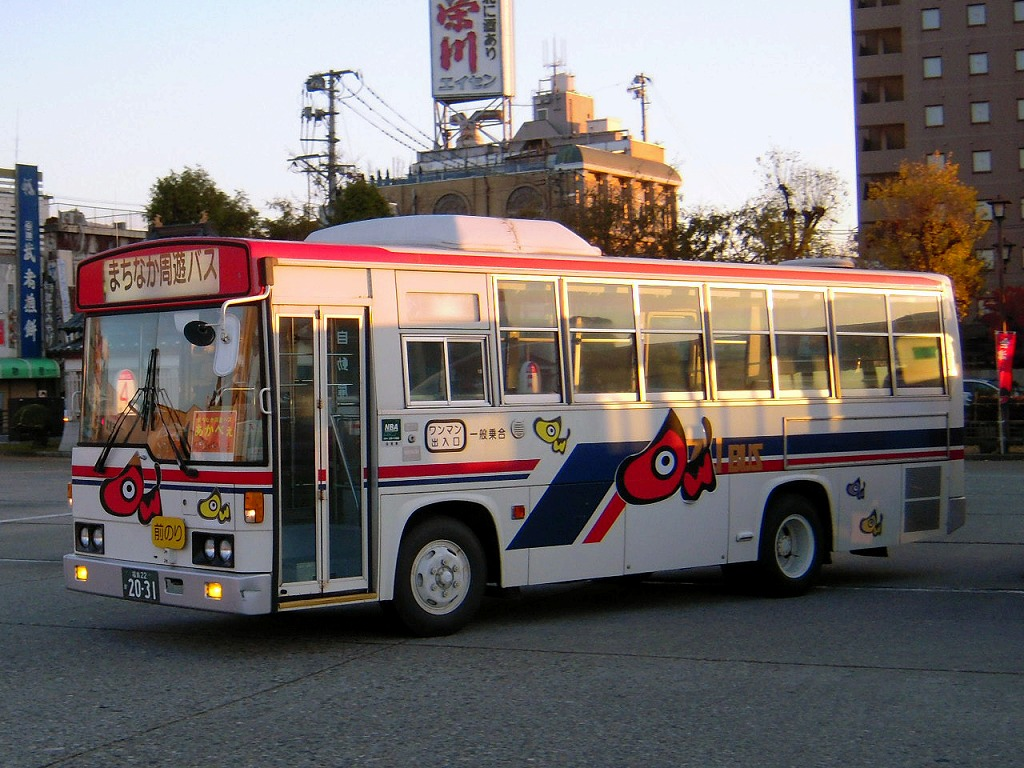
「あかべぇ」の車両
一般路線バス色の車両が続行便に入る場合もある

赤色の車体に、赤べこを模したマスコットキャラクター「あかべぇ」が複数描かれている。2023年10月27日より、定員29名の小型電気バス車両（中国BYD社製・J6）が導入されている。なお、車両整備時や続行便には一般路線色の車両を使用する場合がある。

2007年の運行開始時は「あかべぇ」にはクセニッツ製の超低床ノンステップバスを使用していた。これは関東バスからの移籍車（クセニッツ CITY-III）で、東京都西東京市のコミュニティバス「はなバス」専用車であった。なお、会津乗合自動車には関東バスから、元「はなバス」のクセニッツ CITY-IIIが2台移籍している。
「あかべぇ」のクセニッツ CITY-IIIは、2010年7月に日野・リエッセ（ステップリフトバス）に置き換えられた。また、2011年の会津若松市内のバス路線統合に伴い、あかべぇの運転間隔を短縮し、京王バスから移籍した車両（日産ディーゼル・RN）も1台増車された。